# وینفرد نیکلسون
رزا وینیفرد نیکلسون  (انگلیسی: Rosa Winifred Nicholson) (زادهٔ ۲۱ دسامبر ۱۸۹۳ – درگذشتهٔ ۵ مارس ۱۹۸۱) نقاش بریتانیایی بود. او با نقاش بن نیکلسون ازدواج کرد و بنابراین عروس ویلیام نیکلسون نقاش و همسرش نقاش میبل پراید بود. او همچنین مادر کیت نیکلسون نقاش بود.
وینیفرد نیکلسون رنگ‌نویسی بود که سبک شخصی امپرسیونیستی را توسعه داد و بر اشیاء و مناظر طبیعت بی‌جان خانگی تمرکز کرد. او اغلب این دو موضوع را که در نقاشی خود از پنجره اتاق خواب دیده می‌شود، ترکیب می‌کرد.

## زندگی
نیکلسون رزا وینیفرد رابرتز در دسامبر ۱۸۹۳ در آکسفورد متولد شد. او بزرگ‌ترین فرزند از میان سه فرزند چارلز هنری رابرتز سیاستمدار حزب لیبرال و لیدی سیسیلیا مود هاوارد، دختر جرج هواوارد سیاستمدار معروف و روزالیند هاوارد بود. نیکلسون نقاشی را با پدربزرگش جورج هاوارد که یک نقاش آماتور توانا و دوست ویلیام موریس و ادوارد برن-جونز و نقاش منظره ایتالیایی نینو کاستا، بنیانگذار اتروسک بود، شروع کرد.  نیکلسون از حدود 1910   یا 1912  تا آغاز جنگ جهانی اول در سال ۱۹۱۴ و دوباره از ۱۹۱۸ تا ۱۹۱۹ در مدرسه هنر بیام شاو در لندن حضور داشت.
در سال ۱۹۱۹، نیکلسون به همراه پدرش، که معاون وزیر امور خارجه در امور هند بود، به برمه (میانمار کنونی)، سیلان (سری‌لانکا کنونی) و هند سفر کرد.
در ۴ نوامبر ۱۹۲۰، او با هنرمند بن نیکلسون، پسر نقاش سر ویلیام نیوزام پریور نیکلسون و همسرش، نقاش میبل پراید ازدواج کرد.  این زوج یک ویلا در سوئیس خریدند و زمستان‌ها را در سوئیس و تابستان‌ها را در بریتانیا می‌گذراندند و به نقاشی طبیعت بی جان و مناظر می‌پرداختند. 
او در  مارس ۱۹۸۱ در کامبریا درگذشت.